# Campillo de Azaba
Pour les articles homonymes, voir Campillo et Azaba.
Campillo de Azaba est une commune de la province de Salamanque dans la communauté autonome de Castille-et-León en Espagne.